# Malaysia i olympiska spelen
Malaysia deltog vid för första gången som enad nation i de olympiska sommarspelen 1964 i Tokyo. Nationen har aldrig deltagit vid olympiska vinterspelen, men har deltagit vid samtliga olympiska sommarspel sedan debuten, förutom 1980 då de deltog i den av USA ledda bojkotten mot spelen i Moskva. 
Malaysia bildades 1963 när Federationen Malaya, Nordborneo, Sarawak och Singapore slogs samman. Av dessa deltog Federationen Malaya (1956-60), Singapore (1948-60) och Nordborneo (1956) i de olympiska spelen före sammanslagningen. Efter att Singapore blev självständigt 1965 så har de deltagit som självständig nation vid de olympiska spelen.
Malaysia har tagit fyra medaljer, alla i badminton.

## Medaljer
| Guld | Silver | Brons | Totalt antal medaljer |
| ---- | ------ | ----- | --------------------- |
| 0    | 2      | 2     | 4                     |

### Medaljer efter sommarspel
| Spel             | Guld        | Silver      | Brons       | Totalt      |
| Tokyo 1964       | 0           | 0           | 0           | 0           |
| Mexico City 1968 | 0           | 0           | 0           | 0           |
| München 1972     | 0           | 0           | 0           | 0           |
| Montréal 1976    | 0           | 0           | 0           | 0           |
| Moskva 1980      | Deltog inte | Deltog inte | Deltog inte | Deltog inte |
| Los Angeles 1984 | 0           | 0           | 0           | 0           |
| Seoul 1988       | 0           | 0           | 0           | 0           |
| Barcelona 1992   | 0           | 0           | 1           | 1           |
| Atlanta 1996     | 0           | 1           | 1           | 2           |
| Sydney 2000      | 0           | 0           | 0           | 0           |
| Aten 2004        | 0           | 0           | 0           | 0           |
| Peking 2008      | 0           | 1           | 0           | 1           |
| Totalt           | 0           | 2           | 2           | 4           |

### Medaljer efter sporter
| Sport     | Guld | Silver | Brons | Totalt |
| Badminton | 0    | 2      | 2     | 4      |
| Totalt    | 0    | 2      | 2     | 4      |